# Cartoon Network
Pour les articles homonymes, voir Cartoon Network (homonymie) et CN.
Cartoon Network (abrégé CN, corporation The Cartoon Network, Inc.) est une chaîne de télévision dirigée par la société Warner Bros. Discovery, spécialisée dans la diffusion de séries d'animation. La chaîne est lancée le 1er octobre 1992 après le rachat des studios d'animation Hanna-Barbera en 1991. Il s'agit d'une chaîne télévisée à destination de la jeunesse, avec une programmation qui cible les enfants et les adolescents une partie de la journée tandis que la nuit elle cible généralement les adultes,.
La chaîne diffuse de nombreuses séries d'animation variant de l'action à la comédie. Les séries originales produites par la chaîne ont débuté en 1994 avec Space Ghost Coast to Coast, puis avec des séries Cartoon Cartoons comme Le Laboratoire de Dexter, Cléo et Chico, Monsieur Belette, Les Supers Nanas, Ed, Edd & Eddy, Johnny Bravo, Courage, le chien froussard, Adventure Time, Le Monde incroyable de Gumball, Oncle Grandpa, Ben 10 et Regular Show. En 2009, elle diffuse des programmes action-live, dont les films de Warner Bros. et New Line Cinema. En août 2013, approximativement 98 671 000 foyers américains (86,4 % des foyers possédant la télévision) sont desservis par Cartoon Network.

## Histoire

### Lancement

Logo original de Cartoon Network créé le 1 mai 1992 et diffusé du 1 octobre 1992 au 13 juin 2004.

En 1991, la société Turner Broadcasting System de Ted Turner rachète les studios Hanna-Barbera pour 320 millions $. Le 18 février 1992, Turner Broadcasting System annonce le futur lancement de la chaîne Cartoon Network pour le 1er octobre 1992, qui diffusera la considérable bibliothèque d'animation de la société Turner. Les toutes premières diffusions se constituaient uniquement de cartoons classiques produits par Warner Bros (les Looney Tunes des années 1950, et les Merrie Melodies), les épisodes de Popeye des années 1933–1957, les cartoons MGM, et les cartoons Hanna-Barbera. Au tout début, la chaîne était diffusée à New York, Philadelphie, Washington et Détroit. La chaîne était présentée par Droopy, et le premier épisode exclusivement diffusé par Cartoon Network était un épisode de Bugs Bunny datant de 1946 intitulé Rhapsody Rabbit,. À la période durant laquelle la chaîne était lancée, Cartoon Network possédait de nombreux cartoons pour une durée totale de 8 500 heures. Depuis son lancement jusqu'en 1995, la chaîne était appelée par les annonceurs de la chaîne « The Cartoon Network ». Cartoon Network n'est pourtant pas la première chaîne câblée à proposer uniquement des cartoons pour attirer l'audience. Nickelodeon fonctionne de cette manière depuis les années 1980. Le 11 août 1991, Nickelodeon lance trois séries à très grand succès : Doug, Ren et Stimpy, et Les Razmoket, qui marquera l'importance du cartoon sur la chaîne. Disney Channel et ses affiliées s'est également marqué dans la programmation de dessins-animés comme pour USA Network, dont la série Cartoon Express s'est très largement popularisée.

### Séries
Pendant les toutes premières années après sa création, la chaîne est diffusée via câble et/ou satellite dans le but d'accroitre l'audience de certains de ces dessins-animés/programmes comme Jonny Quest, Cartoon Planet, SWAT Kats: The Radical Squadron et Bêtes comme chien. La toute première émission originale exclusive de la chaîne s'intitule The Moxy Show (en), une anthologie de séries d'animation ayant débuté en 1993. La première série produite par Cartoon Network s'intitule Space Ghost Coast to Coast en 1994, mais elle était uniquement conçue à partir d'archives d'animation des studios Hanna-Barbera. En 1994, la nouvelle division des studios Hanna-Barbera, Cartoon Network Studios, est fondée et commence la production de l'émission What a Cartoon! (également connue sous le titre de World Premiere Toons, ou C'est un Cartoon ! en français). Cette émission débute en 1995, et se constitue de courts-métrages produits par Hanna-Barbera et par de nombreux animateurs indépendants. La chaîne considère cette émission comme un « retour au bon vieux temps » dans l'animation, et offre aux animateurs un contrôle total de leurs séries, des hauts budgets, et aucune limite d'animation. Le projet a été développé par les producteurs exécutifs de la chaîne, ainsi que par John Kricfalusi et Fred Seibert. Kricfalusi est le créateur de Ren et Stimpy et a servi de conseiller pour la chaîne, tandis que Seibert est celui qui a guidé les Nicktoons vers le succès et qui allait recréer un succès similaire pour les séries Oh Yeah! Cartoons et Random! Cartoons,.
Cartoon Network a été capable de montrer tout le potentiel de certains courts-métrages dont les épisodes pilotes avaient été diffusés dans le programme What a Cartoon ; la chaîne signe avec ces nouveaux animateurs indépendants pour de nouveaux épisodes. Le Laboratoire de Dexter est l'une des séries les plus populaires de la chaîne d'après un sondage effectué en 1995 et devient le premier à avoir sa propre série dérivée en 1996. Trois autres séries ont également débuté après la diffusion des épisodes pilotes : Johnny Bravo, Cléo et Chico, et Monsieur Belette. Elles sont plus tard suivies par Les Supers Nanas en 1998 pour finir avec Courage, le chien froussard et Mike, Lu & Og en 1999,,. Une autre série, Ed, Edd & Eddy, est lancée en 1999, et mènera par la suite à la diffusion d'autres nouveaux courts-métrages très bien accueillis. Bon nombre de ces courts-métrages ont été diffusés pour la première fois dans Cartoon Cartoons et Cartoon Cartoon Fridays, qui deviendra le premier programme de nuit à proposer de nouveaux épisodes tirés d'épisodes pilotes dès le 11 juin 1999. En 1997, Cartoon Network lance un nouveau programme axé action-aventure nommé Toonami, qui diffusera des animes tels que Tenchi Muyo!, Sailor Moon, Gundam Wing et Dragon Ball Z. Toonami était présenté par le personnage de Moltar originaire de la franchise Space Ghost jusqu'en 1999, puis plus tard présenté par son propre personnage nommé « T.O.M. »,.
Ces séries originales aux thèmes variés visent une plus grande audience comparées aux programmes télévisés diffusés le samedi matin. Linda Simensky, vice-présidente l'animation originale, rappelle que les cartoons diffusés sur la chaîne font également appel aux adultes et jeunes filles,. Un article de Kevin Sandler qualifie ces cartoons comme cartoons comme moins « grivois » que sa chaîne concurrente Comedy Central et moins « socialement responsables » que sa chaîne concurrente Nickelodeon. Sandler souligne une rébellion fantasque, une grande exagération, notamment. En 1996, Turner Broadcasting System fusionne avec Time Warner. Le partenariat est consolidé en matière de cartoons Warner Bros.

### Années 2000

Logo de Cartoon Network utilisé du 14 juin 2004 au 29 mai 2010

Le 1er avril 2000, Cartoon Network lance une nouvelle chaîne télévisée par câble est lancée et nommée Boomerang, basé sur le programme du même nom diffusé sur Cartoon Network et diffusant des séries datant des années 1980. Adult Swim est ensuite lancée le 2 septembre 2001 avec un épisode de Home Movies ; le programme est lancé chaque samedi soir, avec rediffusion le jeudi. Adult Swim a également diffusé pour la première fois des séries comme Harvey Birdman, Attorney at Law, Sealab 2021 (en) et Aqua Teen Hunger Force. Le premier téléfilm de la chaîne, Les Supers Nanas, le film – qui a été accueilli d'une manière plutôt mitigée – est commercialisé le 3 juillet 2002. Dès 6 h du matin au 14 juin 2004, Cartoon Network met à jour son nouveau logo, et son slogan : « This is Cartoon Network! ». C'est la toute première fois qu'une voix féminine annonce le slogan sur Cartoon Network. Les dessins animés classiques diffusés auparavant sur la chaîne ont été déplacés sur la chaîne sœur Boomerang dans le but de promouvoir de nouvelles diffusions.
Jim Samples, ancien manager, président, fondateur et CEO de la chaîne, démissionne le 16 février 2007, à la suite des alertes à la bombe de Boston causées par des petits appareils publicitaires lumineux placés dans des recoins de la ville et qui servaient de promotion à la série d'Adult Swim, Aqua Teen Hunger Force,. Après la démission de Samples, Stuart Snyder est nommé comme son successeur. Le 1er septembre 2007, le logo de la chaîne est revu, et le thème musical devient le titre Fall is Just Something That Grown-Ups Invented du groupe The Hives,. Depuis octobre 2007, Cartoon Network diffuse quarante épisodes de l'ancien programme de Fox Kids intitulé Chair de poule jusqu'en 2009.
En 2006, la chaîne retire un bon nombre de cartoons datant des années 1990 (Le Laboratoire de Dexter, Les Supers Nanas, etc.), et les diffuse dans un programme appelé What a Cartoon!. Certaines émissions telles que Time Squad, la patrouille du temps (2001), Mike, Lu & Og (1999), Cléo et Chico, Monsieur Belette (1997), Looney Tunes (1930, pour la première fois diffusé en 1992), et Moumoute, un mouton dans la ville (2000) ont totalement été retirées de la grille des programmes. Le 20 septembre 2008, Cartoon Network achève Toonami après onze ans de diffusion.

### Années 2010
Un nouveau logo est diffusé à partir du 29 mai 2010 à 6 h du matin parmi lequel un nouveau thème et une nouvelle présentation. Le thème actuel a été créé par Brand New School, et reprend le thème du damier qui faisait à l'époque succès auprès de la chaîne (une variante de logos a été diffusée avec le changement). Le 27 décembre 2010, Adult Swim gagne une heure de diffusion, et démarre désormais à 21 h. La chaîne annonce son attention de créer un nouveau programme nommé DC Nation, se focalisant sur les superhéros emblématiques, le premier étant Green Lantern. Toujours en 2010, Cartoon Network diffuse de nouvelles émissions : Code Lyoko, Regular Show, Sym-Bionic Titan, Ben 10: Ultimate Alien, Adventure Time, Generator Rex et Robotomie. Durant l'été 2010, Courage, le chien froussard et Nom de code : Kids Next Door sont de nouveau rediffusés sur la chaîne. En octobre 2010, Billy et Mandy, aventuriers de l'au-delà est rediffusé après deux ans d'absence sur la chaîne. Le 8 novembre 2010, la chaîne rediffuse Le Laboratoire de Dexter, dès 11 h 30, du lundi au vendredi, quelques années après avoir été diffusé sur Boomerang. Le 6 décembre 2010, la chaîne rediffuse Les Supers Nanas, après quatre ans et demi d'absence. Depuis le 27 décembre 2010, Adult Swim est diffusé une heure plus tôt. En 2011, la chaîne diffuse Le Monde incroyable de Gumball, imaginé par le français Ben Bocquelet, cette nouvelle série crée l’évènement en étant la première série animée originale entièrement conçue et produit par les studios de Cartoon Network Europe.
Le 2 février 2012, Astral Media et Corus Entertainment, dirigeants de Teletoon, annonce une future version canadienne de Cartoon Network qui impliquerait également le programme Adult Swim américain. La chaîne démarre le 4 juillet 2012. Le 18 mars 2012, Cartoon Network diffuse son premier documentaire Speak Up, une campagne anti-harcèlement avec une apparition spéciale du président Barack Obama. Le 28 avril 2013, la chaîne diffuse le documentaire CNN d'une demi-heure The Bully Effect, racontant l'histoire d'un adolescent, Alex Libby, et son combat face au harcèlement. Pour célébrer le vingtième anniversaire de Cartoon Network, le programme Cartoon Planet est remis en service le 30 mars 2012, diffusant des dessins animés datant de fin des années 1990 et début des années 2000. En 2012, Cartoon Network annonce de nouvelles séries pour l'année 2013, dont Incredible Crew (série qui a été annulée) ; la série d'animation Teen Titans Go!, Uncle Grandpa, Steven Universe (première série de la chaine créée par une femme) I Heart Tuesdays, Clarence, Défis extrêmes : Superstars, Grojband, Beware the Batman, Tom et Jerry Show, La Légende de Chima (en); ainsi qu'une nouvelle série adaptée des Supers Nanas.
En août 2013, approximativement 98 671 000 foyers américains (86,4 % des foyers possédant la télévision) sont desservis par Cartoon Network. En octobre 2013, Cartoon Network annonce une adaptation animée de la série Sonic, intitulée Sonic Boom, en collaboration avec Genao Productions et Sega,,,.
En février 2014, Stuart Snyder fut viré de son poste de Président de Cartoon Network, Boomerang et Adult Swim par le président de Turner Broadcasting David Levy, et en juillet 2014, il fut remplacé par Christina Miller.

#### Problème de gestion des programmes de la chaîne (2014-2021)
En 2015, Ours pour un et un pour t'ours (We Bare Bears) commença sa diffusion sur Cartoon Network.
En avril 2016 vient le reboot des Super Nanas, mais a été un échec critique. L'année suivante, en avril 2017, le reboot de Ben 10 fut diffusé sur la chaîne, et la série est toute autant critiquée que les Super Nanas, mais cette fois pour des raisons différentes (Notamment le fait que la série a adopté le format de 11 minutes imposé par la nouvelle direction, alors que les séries originaux de Ben 10 en duraient 22 auparavant).
2017 fut l'année ou Cartoon Network a vraiment commencé à voir sa part d'audience décroitre, notamment à cause du programme de la semaine qui manquait de variété, la majorité des séries diffusés étant des "comédies", mais surtout à cause d'une surabondance de certains programmes, notamment Teen Titans Go!.
En 2018, Cartoon Network diffuse Craig de la crique (créé par Matt Burnet et Ben Levin), Pomme & Oignon (crée par George Gendi). À cette même année la série reboot ThunderCats Rrrr (qui sera diffusé en 2020) qui fut annoncé, a suscité la colère de certains fans de la chaîne pour être le reboot de trop. En mars 2019, la chaîne diffuse pour la première fois Victor et Valentino (crée par Diego Molano). 
Le 27 novembre 2019, Christina Miller est démise de son poste de présidente de Cartoon Network, Adult Swim et Boomerang notamment après le rachat de Time Warner par l'opérateur AT&T (Devenant par l'occasion WarnerMedia). Elle sera remplacée par Michael Ouweleen qui sera le président d'intérim à partir du 11 mai 2022 pour la transition vers WarnerMedia. Le 1er juillet 2020,'Tom Ascheim est promu nouveau président de Cartoon Network et Boomerang, tandis qu'Ouweleen devient celui d'Adult Swim.

#### La campagne "Redraw your World" (2021-2022)
Depuis le 15 février 2021, la campagne et le slogan "Redraw Your World" a été adopté, celui-ci apportera des changements au niveau graphique, qui montre et met en scène des personages de séries de la chaîne comme Craig de la crique, Teen Titans Go! ou encore We Baby Bears. c'est aussi un choix marketing fait par la chaîne (mené par la chef Marketing de Warner Bros. Global Kids, Young Adults and Classic, Tricia Melton) pour essayer de faire revenir ces téléspectateurs perdus les années précédentes.
En même temps, dans les coulisses, plusieurs positions furent modifiée et fut reorganisé par la nouvelle direction au sein de Cartoon Network, Adult Swim et son block de programme Toonami pour les animés, mais aussi pour Cartoon Network Studios et Warner Bros. Animation.
En novembre 2021, une nouvelle campagne a été aperçue sur la page Instagram de Cartoon Network, du nom de "Cartoon Cartoons", qui consiste à trouver les prochains talents, pour des possibles futures séries qui seront possiblement produites par Cartoon Network Studios à long terme.
La direction de la chaîne et sous-divisions du 1er juillet 2020 au 11 mai 2022.
- Tom Ascheim : Président de Warner Bros Global Kids, Young Adults and Classics (Cartoon Network, Boomerang, Cartoonito, TCM, Cartoon Network Studios et Warner Bros. Animation).
  - Michael Ouweleen : Président de Adult Swim.
  - Sam Register : Président des studios Cartoon Network Studios et Warner Bros. Animation.
  - Tricia Melton : Directeur Marketing pour Cartoon Network, Adult Swim, TCM, Cartoon Network Studios et Warner Bros. Animation.

## International
Cartoon Network, dès ses premières années de diffusion, fut transmise à l'international dans plusieurs pays du monde tel que le Canada, Amérique latine, Monde arabe, Chine, Japon, Russie, Italie, France, Allemagne, Brésil… soit au satellite ou câble. Dans la plupart des pays, Cartoon Network est une chaîne privée payante.

## Marketing
Les émissions de Cartoon Network ont été positivement accueillies, comme Le Laboratoire de Dexter, et ont permis à la chaîne de signer avec des entreprises de marketing. Par exemple, des accords ont été signées avec Kraft Foods et ont mené à de nombreux produits Cartoon Network.

## Censures et controverses
Cartoon Network a, durant son histoire, diffusé la majeure partie des courts-métrages d'animation Looney Tunes et Merrie Melodies originellement créés durant les années 1920 et 1960, en pratiquant de nombreuses censures dans les contenus originaux afin de gommer des séquences mettant en scène des armes à feu, la consommation d'alcool, des gags de cowboys et d'indiens, et de l'humour devenu de nos jours politiquement incorrect. Les versions non-censurées ont été cependant gardées pour des commercialisations en DVD. En mars 2011, les séries Looney Tunes sont de nouveau diffusées et la plupart des scènes auparavant censurées ont été réintroduites comme les armes à feu et l'alcool, bien que la chaîne ait continué à éditer les stéréotypes raciaux.
Trois séries des années 2010 — Adventure Time, Regular Show et Mad comportent des scènes de violence, un langage grossier modéré, des références au sexe, à l'alcool, aux démons, et à la drogue. Présentées sous forme d'allusions, elles sont surtout compréhensibles par les adultes et jeunes adultes. Dans un nombre considérable d'épisodes de la série Regular Show, des personnages secondaires (apparaissant dans un, deux épisodes tout au plus) meurent dans des conditions assez brutales mais toujours de façon humoristique, et sans montrer de sang ou quoi que ce soit qui pourrait choquer les plus jeunes.
Les séries mentionnées ci-dessus (telles que Regular Show) ainsi que bien d'autres sont souvent confrontées à de la censure, notamment en Europe et en Asie, pour les raisons précédemment mentionnées. Comparables aux censures des courts-métrages classiques, les modifications apportées sont, par exemple, le redoublage des dialogues jugés choquants (comme les allusions au sexe ou à l'alcool), des armes remplacées ou supprimées, l'adoucissement de certaines scènes violentes, et bien d'autres.
Tandis que certaines de ces séries peuvent souvent être censurées, d'autres de Cartoon network sont tout simplement déconseillées aux moins de 10 ans dans plusieurs régions tel qu'en Asie. En France également plusieurs séries de Cartoon Network sont classées « déconseillés aux moins de 10 ans ».

## Chaînes sœurs et projets liés

### Adult Swim

Logo d'Adult Swim, utilisé depuis 2003.

Adult Swim (souvent écrit [adult swim] ou [as]) est une chaîne de télévision câblée pour adultes, auparavant en tant que programme diffusé sur la chaîne Cartoon Network, diffusé de 21 h jusqu'à 6 h du matin ET/PT aux États-Unis, et également diffusé dans d'autres pays comme l'Australie et la Nouvelle-Zélande. La chaîne diffuse des émissions en live-action, des séries d'animation et animes japonais orientés pour adultes (18 ans et plus), généralement sans contenu édité.

### Toonami

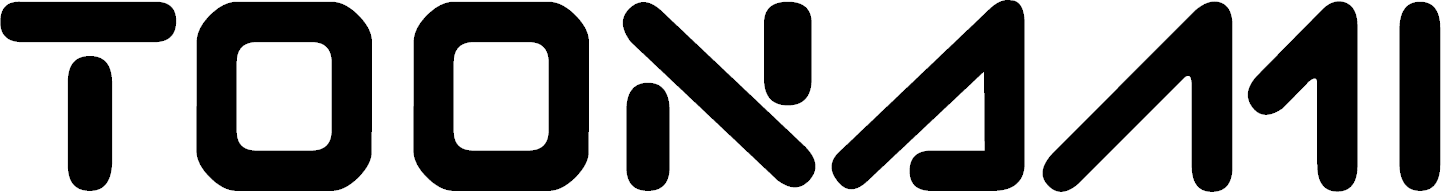
Logo de Toonami, utilisé en 2004.

Toonami (jeu de mots entre « cartoon » et « tsunami » suggérant un « raz-de-marée » de dessins-animés) est une branche de Cartoon Network, initialement créé pour diffuser des programmes d'action sur les chaînes Cartoon Network dans le monde, principalement des cartoons américains et animes japonais, et lancé aux États-Unis le 17 mars 1997, et achevée le 20 septembre 2008. Elle revient le 12 mai 2012, en tant qu'émission diffusée sur Adult Swim.

### Boomerang
Boomerang est un programme télévisé diffusé sur Cartoon Network (depuis le lancement de la chaîne en 1992). Les horaires de l'émission changeaient constamment mais sa diffusion tous les fins de semaines restait intacte. Le 1er avril 2000, Boomerang est renouvelé et obtient sa propre chaîne de télévision.

### Move It Movement
Move It Movement (anciennement Get Animated) est une campagne publicitaire pour la chaîne, encourageant les enfants à faire des exercices sportifs. Le programme a été créé pour « lutter contre l'obésité. » La campagne Get Animated a été lancée le 28 février 2008.

### Biographie
- (en) Jason Mittell, Genre and Television : From Cop Shows to Cartoons in American Culture, Routledge, 2004, 238 p. (ISBN 978-0-415-96903-1, lire en ligne)
- (en) Carol A. Stabile et Mark Harrison, Prime Time Animation : Television Animation and American Culture, Routledge, 2003, 254 p. (ISBN 978-0-415-28326-7, lire en ligne)